# Notanthidium caroliameghinoi
Notanthidium caroliameghinoi is een vliesvleugelig insect uit de familie Megachilidae. De wetenschappelijke naam van de soort is voor het eerst geldig gepubliceerd in 1903 door Brèthes.